# Oblężenie Lwowa (1648)
Oblężenie Lwowa miało miejsce podczas powstania Chmielnickiego w 1648.
Stan przygotowania Lwowa do oblężenia pozostawiał wiele do życzenia. Nad miastem górował potężny z pozoru Wysoki Zamek, ale w rzeczywistości była to budowla stara, pamiętająca jeszcze czasy króla Kazimierza Wielkiego. Samo miasto, otoczone dawno nie remontowanym ceglanym murem nie mogło zbyt długo powstrzymać oblegających, dysponujących przecież liczną artylerią. Na krótko przed oblężeniem do miasta dotarły oddziały uciekające spod Piławiec, na czele z Jeremim Wiśniowieckim. Lwowianie liczyli, że książę zostanie w mieście i jego wojsko zasili szeregi obrońców. Wiśniowiecki wyjechał jednak z miasta, udając się do Warszawy na sejm elekcyjny. Wydaje się, że przedtem nakazał jakieś drobne prace remontowe i pozostawił niewielki oddział swoich żołnierzy (zapewne fachowców od artylerii), chociaż informacje te nie mają pokrycia w źródłach.
Wrogie wojska przybyły pod Lwów w pierwszych dniach października. Bohdan Chmielnicki wiedział, że zdobycie miasta, wbrew pozorom, nie jest sprawą prostą, zwłaszcza że jego wojska składały się już wtedy w dużej części z czerni. Kozacki wódz postanowił wykorzystać efekt psychologiczny – doborowe oddziały pod dowództwem Maksyma Krzywonosa otrzymały rozkaz zdobycia Wysokiego Zamku. Twierdza upadła szybko, mimo iż sam dowódca poniósł ciężkie rany, w wyniku których wkrótce zmarł. Okrucieństwa, jakich zdobywcy dopuścili się na wziętych do niewoli obrońcach skłoniły mieszkańców miasta do negocjacji kapitulacyjnych. W czasie rozmów ustalono, że oblężenie zostanie zwinięte w zamian za niebagatelny okup w wysokości 365 tysięcy złotych. Od oblężenia odstąpiono w listopadzie 1648.